# Hydrophorus hesperius
Hydrophorus hesperius är en tvåvingeart som beskrevs av Hurley 1985. Hydrophorus hesperius ingår i släktet Hydrophorus och familjen styltflugor. Inga underarter finns listade i Catalogue of Life.